# Archibald H. Sunderland
Pour les articles homonymes, voir Sunderland.
Archibald Henry Sunderland (2 décembre 1876 - 31 octobre 1963) était un officier de carrière de l'armée de terre américaine (US Army). Vétéran de la guerre américano-philippine et de la Première Guerre mondiale, il a atteint le grade de major général (général de division) et s'est surtout distingué en tant que chef de l'artillerie côtière de l'armée de 1936 à 1940, après quoi il s'est retiré de l'armée.

## Biographie

### Jeunesse

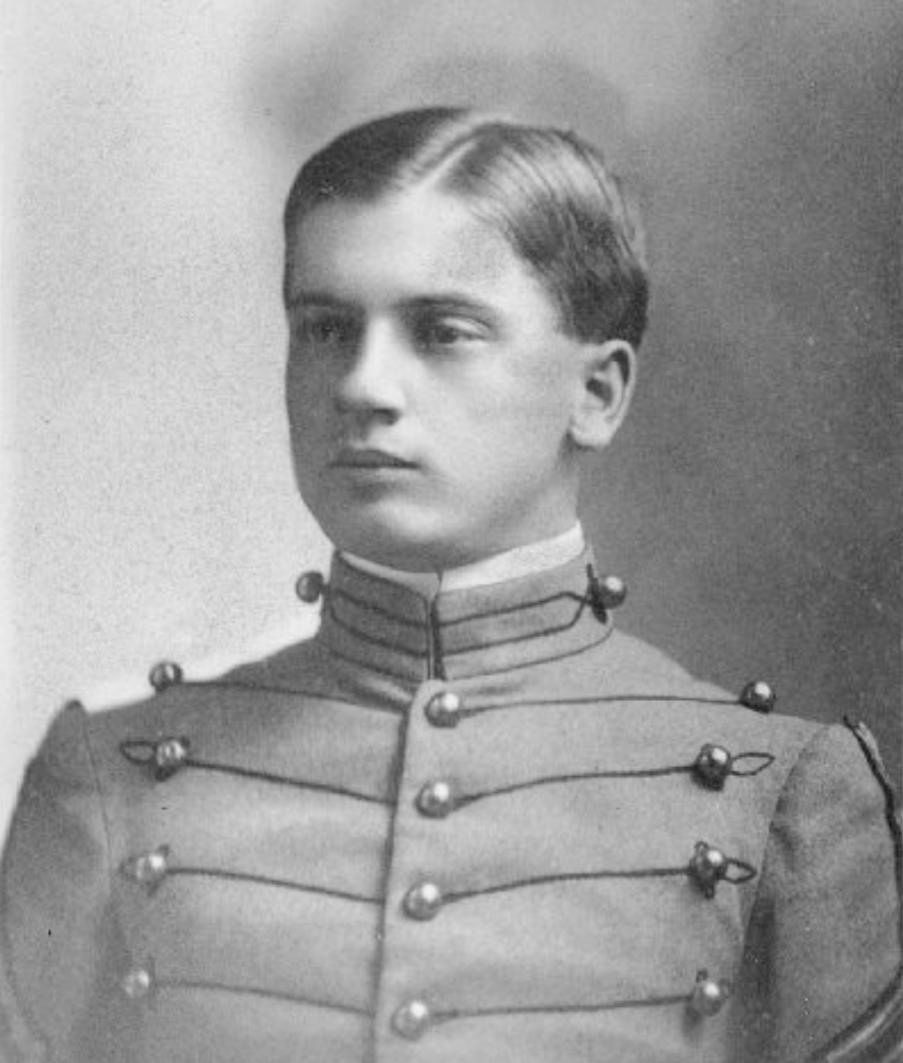
À West Point en 1900

Archibald Henry Sunderland, fils d'Edward et de Jennie (Adams) Sunderland, naît le 2 décembre 1876 dans la ferme familiale près de Delavan, dans l'Illinois. Il fréquente les écoles publiques de Delavan et est diplômé du lycée de Delavan en 1894[1]. Il fréquente l'université de l'Illinois pendant deux ans.
En 1896, il commence à fréquenter l'Académie militaire des États-Unis à West Point dans l'état de New York. Sunderland en sort en 1900, classé 24e sur 54. Il est nommé sous-lieutenant (Second lieutenant=) d'artillerie de campagne et affecté au 6e régiment d'artillerie (6th Artillery Regiment).

### Début de carrière
Sunderland est d'abord affecté à Columbus Barracks (caserne de Columbus), dans l'Ohio. En juillet 1901, il est promu premier lieutenant (First lieutenant) et, en octobre, il est affecté aux Philippines pendant la guerre américano-philippine. Il sert dans une batterie de montagne à Mindanao et participe à plusieurs engagements contre les insurgés philippins près du lac Lanao. Après son retour aux États-Unis en 1903, Sunderland commande la 25e batterie d'artillerie de campagne à Fort Riley, dans le Kansas.
De 1904 à 1908, Sunderland fait partie de la faculté de West Point en tant qu'instructeur en mathématiques. En janvier 1907, il est promu captain (capitaine). Lorsque l'artillerie de campagne et l'artillerie côtière deviennent des branches distinctes plus tard en 1907, Sunderland est affecté à l'artillerie côtière. De 1908 à 1911, il commande le poste de Fort Ward, dans l'état de Washington. De 1911 à 1913, il suit le cours des officiers de l'artillerie côtière à l'école d'artillerie de Fort Monroe, en Virginie, puis reste à l'école pour faire partie de son corps enseignant. De 1913 à 1914, Sunderland fait partie de l'état-major du chef de l'artillerie côtière.

### Première Guerre mondiale
La Première Guerre mondiale débute en juillet 1914 et, en août, Sunderland participe à l'American Relief Expedition. Après s'être rendu aux Pays-Bas à bord de l'USS Tennessee, il participe, fin 1914 et début 1915, à l'évacuation des citoyens américains de La Haye. De février à septembre 1915, il est attaché militaire américain à l'ambassade des États-Unis à La Haye.
De septembre à novembre 1915, Sunderland commande la 49e compagnie d'artillerie côtière à Fort Williams, dans le Maine; de novembre 1915 à mai 1917, il commande la 166e compagnie d'artillerie côtière à Fort Monroe. Pendant qu'il est à la tête de sa compagnie, Sunderland commande également les camps d'entraînement militaire des citoyens à Fort Oglethorpe (Géorgie), Tobyhanna Army Depot (Pennsylvanie) et Plattsburgh Barracks (New York). En juin 1917, peu après l'entrée des États-Unis dans la Première Guerre mondiale, il est promu au grade de major.
En juillet 1917, Sunderland prend le commandement du 1er bataillon du 8e régiment provisoire d'artillerie côtière, qu'il organise et forme à Fort Monroe, Fort Adams (Rhode Island) et Mailly-le-Camp, en France. À son arrivée en France, le régiment est réorganisé avec le 53e régiment d'artillerie lourde (53rd Heavy Artillery Regiment), et Sunderland commande son bataillon jusqu'en octobre 1917. D'octobre 1917 à janvier 1918, il est instructeur puis directeur de l'école d'artillerie lourde créée pour former les unités des forces expéditionnaires américaines (American Expeditionary Forces).
Sunderland est promu lieutenant-colonel temporaire en janvier 1918 et retourne à Fort Monroe pour commander le camp d'entraînement de l'artillerie côtière et servir de directeur de l'école d'artillerie côtière. En juillet 1918, il reçoit une nouvelle promotion, cette fois au grade de colonel temporaire. D'août à octobre 1918, Sunderland est instructeur principal à l'école d'artillerie côtière.
En octobre 1918, Sunderland est promu brigadier général (général de brigade) temporaire et affecté au commandement de la 41e brigade d'artillerie de campagne (41st Field Artillery Brigade) à Fort Monroe. Il occupe ce poste jusqu'à la fin de la guerre et reçoit la Army Distinguished Service Medal en reconnaissance des services supérieurs qu'il a rendus pendant le conflit. La citation pour la médaille est la suivante :
"Le Président des États-Unis d'Amérique, autorisé par la loi du Congrès du 9 juillet 1918, a le plaisir de remettre la Army Distinguished Service Medal de l'armée au brigadier général Archibald Henry Sunderland, de l'US Army des États-Unis, pour les services exceptionnellement méritoires et distingués qu'il a rendus au gouvernement des États-Unis, dans l'exercice d'une fonction de grande responsabilité au cours de la Première Guerre mondiale. En tant que commandant de l'école d'artillerie côtière et dans le cadre de la réorganisation et de l'administration de cette institution, le général Sunderland lui a permis de répondre efficacement aux demandes de formation des candidats au corps d'artillerie côtière."

### Entre-deux-guerres
En décembre 1918, Sunderland est affecté au commandement du poste de Fort Eustis, en Virginie, poste qu'il occupe jusqu'en juillet 1919. En 1919, il retrouve son grade permanent de major et est sélectionné pour suivre les cours du Collège de commandement et d'état-major de l'US Army (Army Command and General Staff College). Après avoir obtenu son diplôme en 1920, Sunderland commence à suivre les cours du Collège de guerre de l'US Army (Army War College). Après avoir obtenu son diplôme en 1921, il est promu lieutenant-colonel permanent et affecté à l'état-major général de l'US Army. En 1922, il est affecté à l'état-major aux Philippines. Dans le cadre de cette affectation, Sunderland participe à l'expédition de secours après le tremblement de terre de 1923 dans le Grand Kantō.
À son retour aux États-Unis en 1924, Sunderland est à nouveau affecté à Fort Monroe en tant qu'instructeur, une fonction qui comprend également le commandement des campements annuels du Corps de formation des officiers de réserve (Reserve Officers' Training Corps) au poste. De septembre 1928 à mai 1929, Sunderland commande le 51e Régiment d'artillerie côtière (51st Coast Artillery Regiment) à Fort Eustis avec le grade de colonel. De mai 1929 à juillet 1930, il commande le 14e Régiment d'artillerie côtière (14th Coast Artillery Regiment) à Fort Worden, dans l'État de Washington:1070–1071. De 1930 à 1932, Sunderland sert dans le département hawaïen (Hawaiian Department), d'abord comme chef d'état-major adjoint pour la logistique (G-4), puis comme chef d'état-major de la division hawaïenne (Hawaiian Division). De 1932 à 1936, il est président du Conseil de l'artillerie côtière, un groupe créé pour examiner la doctrine et l'équipement et formuler des recommandations à ce sujet.
En 1936, Sunderland est nommé chef de l'artillerie côtière avec le grade temporaire de major général (général de division). À ce poste, Sunderland supervise la construction, l'entraînement et l'acquisition d'armes de l'artillerie côtière alors que l'armée se développe en prévision de l'entrée dans la Seconde Guerre mondiale. Sunderland quitte l'armée après avoir atteint l'âge de la retraite obligatoire de 64 ans en 1940 et est remplacé par Joseph A. Green.

### Retraite et décès
À la retraite, Sunderland réside à Hampton, en Virginie. Il meurt à l'hôpital naval américain d'Annapolis, dans le Maryland, le 31 octobre 1963. Sunderland est enterré au cimetière national d'Arlington.

### Famille
En 1910, Sunderland épouse Rosaline Morton Brand (1885-1960), avec qui il a des fils, Morton (1911-2004), officier de la marine américaine (US Navy), et Richard (1918-1941), opérateur radio pour Pennsylvania Central Airlines, et une fille, Jane (1915-2001), épouse de l'officier de l'armée de terre Harold Broudy.

## Source
- (en) Cet article est partiellement ou en totalité issu de l’article de Wikipédia en anglais intitulé « Archibald H. Sunderland » (voir la liste des auteurs).